# Nguyễn Minh Sơn
Nguyễn Minh Sơn (sinh ngày 21 tháng 2 năm 1972) là một chính trị gia người Việt Nam. Ông nguyên là đại biểu Quốc hội Việt Nam khóa XIV nhiệm kì 2016-2021, thuộc đoàn đại biểu quốc hội tỉnh Tiền Giang, Phó Chủ nhiệm Ủy ban Kinh tế của Quốc hội, Chủ tịch Nhóm Nghị sĩ hữu nghị Việt Nam - Thụy Điển, Phó Chủ tịch Nhóm đại biểu Quốc hội trẻ. Ông đã trúng cử đại biểu Quốc hội năm 2016 ở đơn vị bầu cử số 1, tỉnh Tiền Giang gồm có Cai Lậy và các huyện: Cái Bè, Cai Lậy.

## Xuất thân
Nguyễn Minh Sơn sinh ngày 21 tháng 2 năm 1972 quê quán ở xã Hòa Phú, huyện Châu Thành, tỉnh Long An.
Ông hiện cư trú ở Phòng 302 A2, nhà công vụ Văn phòng Chính phủ, Hoàng Cầu, phường Ô Chợ Dừa, quận Đống Đa, thành phố Hà Nội.

## Giáo dục
- Giáo dục phổ thông: 12/12
- Đại học Hàng hải, Kỹ sư khai thác máy tàu biển
- Đại học Bách khoa, Kỹ sư Quản trị Doanh nghiệp
- Đại học kinh tế Quốc dân
- Tiến sĩ Kinh tế
- Thạc sĩ Quản trị kinh doanh
- Cao cấp lí luận chính trị

## Sự nghiệp
Ông gia nhập Đảng Cộng sản Việt Nam vào ngày 10/9/2004.
Ngày 29 tháng 12 năm 2012, Nguyễn Minh Sơn được Văn phòng Quốc hội Việt Nam bổ nhiệm chức vụ Vụ trưởng Vụ Kinh tế thuộc Văn phòng Quốc hội Việt Nam.
Ngày 10 tháng 3 năm 2016, Nguyễn Minh Sơn, Vụ trưởng Vụ Kinh tế, Văn phòng Quốc hội Việt Nam được Chủ tịch Quốc hội Việt Nam Nguyễn Sinh Hùng phê chuẩn chức vụ ủy viên Ban Thư ký Quốc hội nhiệm kì Quốc hội khóa 13.
Khi ứng cử đại biểu Quốc hội Việt Nam khóa 14 vào tháng 5 năm 2016 ông đang là Ủy viên Ban Thư ký Quốc hội, Đảng ủy viên Đảng bộ cơ quan Văn phòng Quốc hội, Bí thư Chi bộ, Vụ trưởng Vụ Kinh tế, Văn phòng Quốc hội Việt Nam, làm việc ở Vụ Kinh tế, Văn phòng Quốc hội.
Ông đã trúng cử đại biểu quốc hội năm 2016 ở đơn vị bầu cử số 1, tỉnh Tiền Giang gồm có Cai Lậy và các huyện: Cái Bè, Cai Lậy, được 393.404 phiếu, đạt tỷ lệ 76,49% số phiếu hợp lệ.
Ông hiện là Phó Chủ nhiệm Ủy ban Kinh tế của Quốc hội, Chủ tịch Nhóm Nghị sĩ hữu nghị Việt Nam - Thụy Điển, Phó Chủ tịch Nhóm đại biểu Quốc hội trẻ (Đại biểu chuyên trách: Trung ương).
Ông đang làm việc ở Ủy ban Kinh tế của Quốc hội.

## Đại biểu Quốc hội Việt Nam khóa 14 nhiệm kì 2016-2021
Ngày 22 tháng 5 năm 2015, Nguyễn Minh Sơn trúng cử Đại biểu Quốc hội Việt Nam khóa 14 nhiệm kì 2016-2021 ở đơn vị bầu cử số 1, tỉnh Tiền Giang gồm có Cai Lậy và các huyện: Cái Bè, Cai Lậy, được 393.404 phiếu, đạt tỷ lệ 76,49% số phiếu hợp lệ.